# Nōgata, Fukuoka
Nōgata (直方市 Nōgata-shi) là một thành phố thuộc tỉnh Fukuoka, Nhật Bản. Thành phố được thành lập ngày 1 tháng 1 năm 1931. Nōgata nằm ở trung tâm vùng Chikuhō, Fukuoka, cạnh Kitakyūshū và Iizuka.

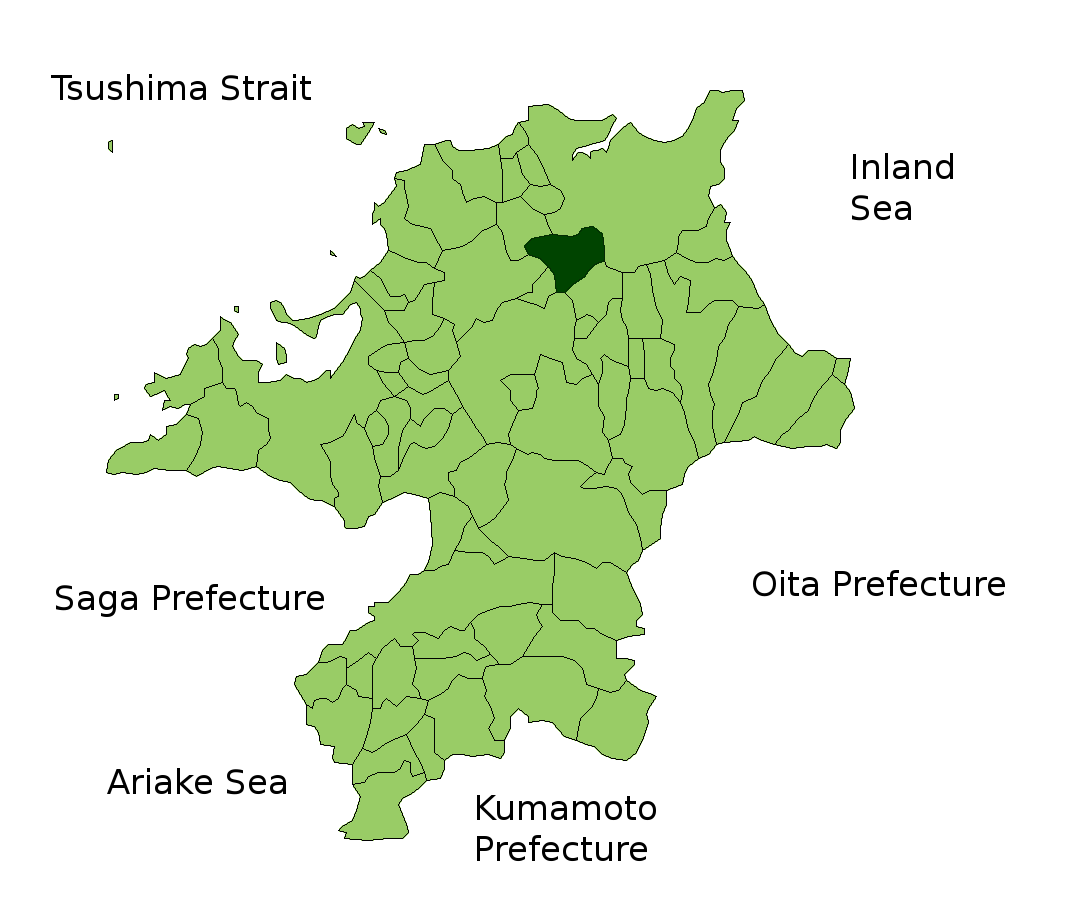
Bản đồ thể hiện vị tí của Nogata trong tỉnh Fukuoka (tính đến năm 2006)

Tính đến năm 2003, dân số thành phố là 58.135 trên diện tích 61.78 km², mật độ là 941,00 người/km².